# Hylaea pardiria
Hylaea pardiria là một loài bướm đêm trong họ Geometridae.